# Людвиг, Лаура
Лаура Людвиг (нем. Laura Ludwig; 13 января 1986, Восточный Берлин) — немецкая волейболистка, чемпионка Олимпийских игр 2016 года в Рио-де-Жанейро, чемпионка мира (2017) и четырёхкратная чемпионка Европы по пляжному волейболу.

## Биография
Лаура Людвиг начинала играть с 8 лет в берлинском клубе «Кёпеник», с 1999 года совмещала тренировки по классическому и пляжному волейболу. В августе 2003 года в паре с Яной Кёлер стала победительницей двух турниров по пляжному волейболу для игроков не старше 18 лет — чемпионата Европы в Брно и чемпионата мира в Паттайе. В том же году была приглашена в клуб первой бундеслиги «Байер-04» из Леверкузена. В чемпионате Германии-2003/04 её команда заняла второе место, а сама Людвиг была признана лучшей доигровщицей по версии журнала Volleyball-Magazin.
С мая 2004 года играла на песке в паре с Сарой Голлер, с которой познакомилась во время учёбы в гимназии имени ландрата Лукаса в Леверкузене. Их первым совместным успехом стало 3-е место на чемпионате Европы U23 в Брно, а на дебютном «взрослом» первенстве континента в Тиммендорфер-Штранде они стали 25-ми. В августе 2004 года во время тренировки на пляже олимпийского центра Киль-Шилькзее Лаура Людвиг внезапно почувствовала онемение левой руки и левой половины лица. В клинике в городе Киля врачи диагностировали инсульт. По словам Лауры во время лечения ей морально помогали примеры других немецких спортсменов — борца Александра Лайпольда и волейболиста Ральфа Бергмана, сумевших после апоплексических ударов возобновить карьеру. Спустя несколько недель она снова приступила к тренировкам в «Байере», а в мае 2005 года вернулась в пляжный волейбол, объявив о своей мечте стать олимпийской чемпионкой.
Благодаря wild card Лаура Людвиг и Сара Голлер в июне 2005 года дебютировали на чемпионате мира, проходившем на Дворцовой площади Берлина. Начав с поражения от норвежек Нилы-Анн Хокедаль и Ингрид Тёрлен, немецкие волейболистки затем по сетке проигравших дошли до третьего раунда и заняли 17-е место. В августе того же года в Мысловицах Голлер и Людвиг завоевали серебро на чемпионате Европы для игроков не старше 23 лет.
В 2006 году пара Голлер / Людвиг вошла в число ведущих команд немецкого пляжного волейбола. Они выиграли первенство Европы U23 в Санкт-Пёльтене, заняли четвёртое место на чемпионате Европы в Гааге, стали победительницами чемпионата Германии и провели первый полноценный сезон в Мировом туре, где лучший результат (5-е место) показали на этапе в Акапулько. В 2007 году восхождение продолжилось — немецкая пара выиграла серебро на чемпионате Европы в Валенсии и дважды занимала призовые места на этапах Мирового тура. По итогам года Лаура Людвиг была награждена призом FIVB наиболее прогрессирующему игроку года.
За месяц до старта Олимпийских игр в Пекине Лаура Людвиг и Сара Голлер выиграли в Гамбурге чемпионат Европы, однако на самих Играх-2008 дошли только до 1/8 финала, уступив в напряжённом трёхсетовом матче сёстрам из Австрии Дорис и Штефани Швайгер. Реванш за это поражение немки взяли в решающем матче этапа Евротура Russian Masters в Сочи и по итогам сезона сохранили за собой первое место в европейском рейтинге.
В мировом рейтинге за 2009 год Лаура Людвиг и Сара Голлер поднялись с 43-го места на 7-е благодаря трём бронзовым финишам на этапах Мирового тура в Бразилиа, Москве и Марселе. В финале чемпионата Европы, проходившего в Сочи, немок довольно неожиданно обыграла девятая «сеяная» пара из Латвии Ингуна Минуса и Инесе Юрсоне — 2:1 при трёх матчболах у Голлер и Людвиг в решающей партии. В следующем году в Берлине Голлер и Людвиг вернули себе титул чемпионок континента, взяв верх в решающем матче над своими соотечественницами Катрин Хольтвик и Илькой Земмлер. Победа на этапах Мирового тура по-прежнему им не давалась — в 2010-м Голлер и Людвиг четыре раза занимали вторые места. В 2011 году в Кристиансанне они в пятый раз подряд стали призёрами чемпионата Европы, но впервые бронзовыми. По итогам соревнований под эгидой FIVB, где лучшим результатом явилось 2-е место на турнире Большого шлема в Ставангере, Лаура Людвиг была награждена призом лучшей по игре в атаке.
На Олимпийских играх 2012 года в Лондоне Сара Голлер и Лаура Людвиг выступили успешнее, чем в Пекине-2008. Немецкая пара заняла второе место в группе, в 1/8 финала одержала победу над Катрин Хольтвик и Илькой Земмлер, в четвертьфинале проиграла бразильянкам Жулиане и Ларисе и таким образом в итоговой классификации стала пятой. Вскоре после завершения олимпийского турнира, в сентябре 2012 года, Сара Голлер, игравшая в паре с Людвиг на протяжении девяти лет, объявила о завершении спортивной карьеры.
Новой напарницей Лауры Людвиг в 2013 году стала Кира Валькенхорст. На дебютном совместном турнире, европейском «сателлите» в Анталье, они заняли второе место, а по ходу первого этапа Мирового тура были вынуждены сняться из-за травмы Валькенхорст. В продолжение сезона они дошли до четвертьфинала на чемпионате мира в Старе-Яблонках, завоевали бронзу на чемпионате Европы в Клагенфурте и стали вторыми на турнирах Большого шлема в Москве и Сан-Паулу.
4 мая 2014 года в Шанхае Лаура Людвиг и Кира Валькенхорст впервые в карьере стали победительницами турнира Большого шлема, превзойдя в финальном матче хозяек соревнования Ван Фань / Юэ Юань. В июне они выиграли бронзу на чемпионате Европы в Куарту-Сант-Элене, а спустя месяц их команда временно распалась в связи с тем, что Валькенхорст заболела мононуклеозом. Лучшим результатом Лауры с новой партнёршей, Юлией Зуде, стало второе место на турнире Большого шлема в Старе-Яблонках.
В 2015 году воссоединившаяся команда Людвиг / Валькенхорст неудачно выступила на чемпионате мира в Нидерландах, проиграв в 1/16 финала россиянкам Евгении Уколовой и Екатерине Бирловой, однако спустя три недели после завершения мундиаля на турнире Большого шлема в Иокогаме немки завоевали титул, одолев в финале новоиспечённых чемпионок мира Барбару Сейшас и Агату Беднарчук из Бразилии, а ещё через неделю в решающем матче чемпионата Европы в Клагенфурте взяли реванш у российской пары. Для Лауры Людвиг золотая медаль европейского первенства стала третьей в карьере.
В мае — июне 2016 года Лаура Людвиг и Кира Валькенхорст выиграли этапы Мирового тура в Анталье и Гамбурге, вновь завоевали золото чемпионата Европы, а после победы на турнире Большого шлема в Ольштыне поднялись на первую строчку мирового рейтинга. За неделю до старта Олимпийских игр немки выиграли этап Мирового тура в Клагенфурте.
В Рио-де-Жанейро Людвиг и Валькенхорст заняли первое место в своей группе, а в плей-офф не отдали соперницам ни единой партии и завоевали золотые олимпийские медали. В полуфинале ими были обыграны посеянные на турнире под первым номером бразильянки Лариса и Талита, а в финале — со счётом 21:18, 21:14 — второй бразильский дуэт, действующие чемпионки мира Агата Беднарчук и Барбара Сейшас.
Спустя месяц после олимпийской победы Лаура Людвиг и Кира Валькенхорст выиграли финальный этап Мирового тура в Торонто. Они заняли первое место и в общем зачёте соревнования, а Лаура была признана наиболее выдающимся игроком Мирового тура-2015/16.
В декабре 2016 года Лаура Людвиг перенесла операцию на плече, а в мае 2017 года вернулась к выступлениям. Перед стартовавшим в конце июля мировым первенством в Вене её партнёрша Кира Валькенхорст также травмировала плечо, но, по словам Людвиг, команда восстановила необходимый ритм через матчи и от игры к игре увеличивала своё преимущество над соперницами. В полуфинале чемпионата немецкий дуэт, как и в Рио-2016, оказался сильнее бразильянок Ларисы и Талиты, а в главном матче победил американок Эйприл Росс и Лорен Фендрик — 2:1 (19:21, 21:13, 15:9). В конце августа в Гамбурге немки выиграли финал Мирового тура, а Людвиг второй раз подряд получила индивидуальный приз самому выдающемуся игроку.
В апреле 2019 года, спустя десять месяцев после рождения первого сына, Лаура Людвиг возобновила карьеру с новой партнёршей — Маргаретой Козух. В июне — июле 2019 года по wild card команда выступила на домашнем чемпионате мира в Гамбурге, где дошла только до 1/16 финала, выбыв из дальнейшей борьбы после поражения от американок Сары Хьюз и Саммер Росс. 8 сентября 2019 года Людвиг и Козух выиграли финальный этап Мирового тура в Риме.
23 июля 2021 года вместе с прыгуном в воду Патриком Хаусдингом была знаменосцем команды Германии на церемонии открытия Олимпийских игр в Токио. На олимпийском турнире Людвиг и Козух дошли до четвертьфинала, в котором уступили будущим чемпионкам — Эйприл Росс и Аликс Клайнмен из США.
В ноябре 2022 года Лаура Людвиг вернулась в пляжный волейбол после отпуска, связанного с рождением второго ребёнка, и дебютировала на турнире в Кейптауне в паре с Луизой Липпман. В августе 2023 года они стали бронзовыми призёрами чемпионата Европы в Вене. На Олимпийских играх в Париже немецкая команда проиграла все три матча в группе и не смогла выйти в плей-офф, после чего Людвиг объявила о намерении завершить спортивную карьеру в конце сезона. 

## Семья
Лаура Людвиг замужем за британцем Иморнефе (Морфом) Боузом, с 2017 года работающим национальным тренером женской сборной Германии по пляжному волейболу. У них двое сыновей: Тео Джонстон (род. 28 июня 2018) и Ленни Матиас (род. 16 мая 2022).

## Достижения и результаты
- Олимпийская чемпионка (2016).

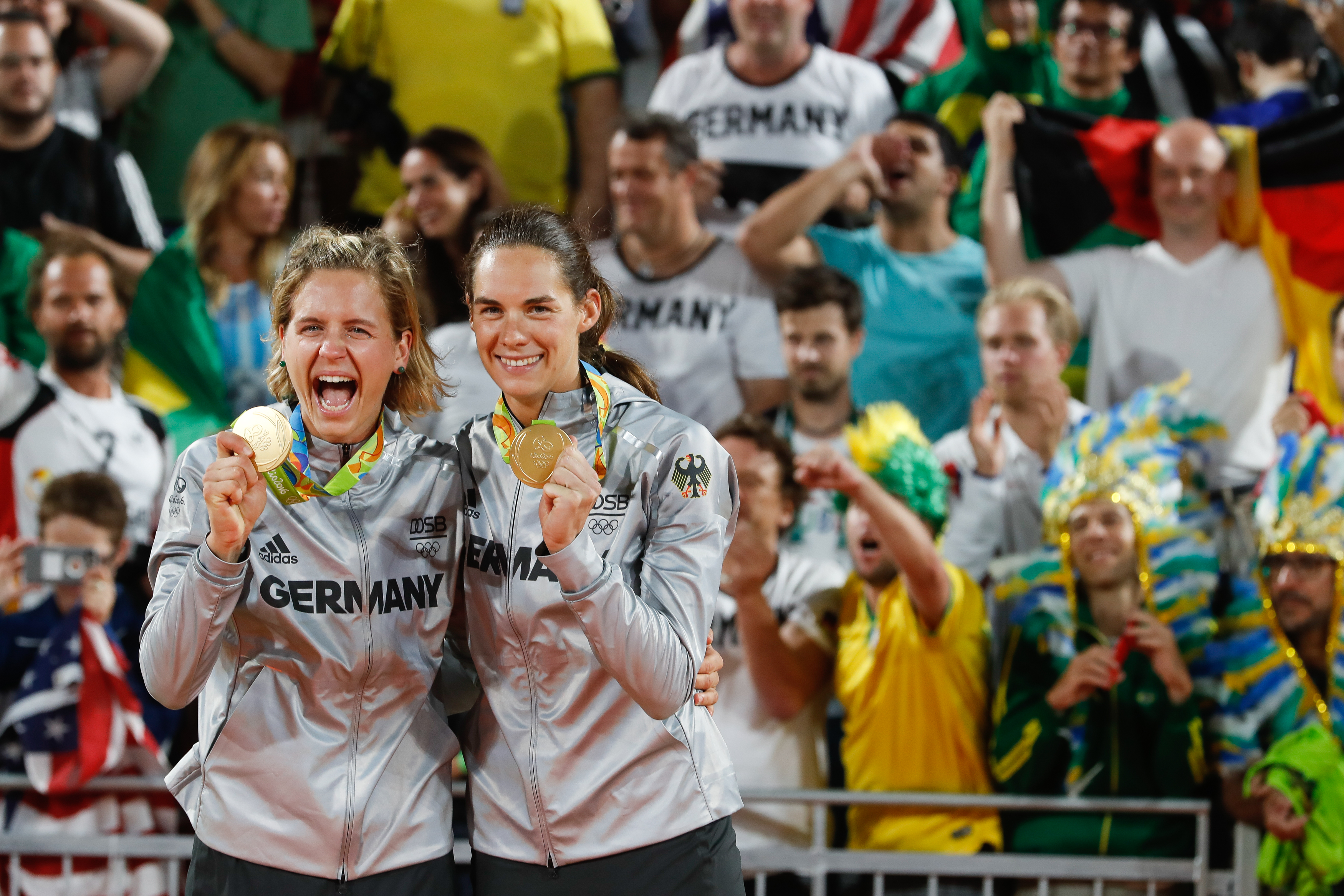
18 августа 2016 года. Олимпийские чемпионки Лаура Людвиг и Кира Валькенхорст на церемонии награждения

- Участница Олимпийских игр 2008 (9-е место), 2012 (5-е место), 2020 (5-е место) и 2024 (19-е место).
- Чемпионка Европы (2008, 2010, 2015, 2016), серебряный (2007, 2009) и бронзовый (2011, 2013, 2014, 2023) призёр чемпионатов Европы. Другие выступления: 2017, 2020 — 5-е место; 2019 — 9-е место.
- Чемпионка мира (2017). Другие выступления: 2005, 2007, 2015, 2019, 2023 — 17-е место; 2009, 2011 — 9-е место; 2013 — 5-е место.
- Призовые места на этапах Мирового тура:
  - 1-е — Шанхай-2014 (GS), Иокогама-2015 (GS), Пуэрто-Вальярта-2015, Анталия-2016, Гамбург-2016 (GS), Ольштын-2016 (GS), Клагенфурт-2016, Торонто-2016 (финал), Гамбург-2017 (финал), Рим-2019 (финал),
  - 2-е — Эшпиньо-2007, Бразилиа-2010, Рим-2010 (GS), Гштад-2010 (GS), Санья-2010, Ставангер-2011 (GS), Рим-2012 (GS), Москва-2013 (GS), Сан-Паулу-2013 (GS), Старе-Яблонки-2014 (GS), Форт-Лодердейл-2015 (финал), Сакуарема-2024,
  - 3-е — Клагенфурт-2007 (GS), Бразилиа-2009, Москва-2009 (GS), Марсель-2009 (GS), Сямынь-2013 (GS), Прага-2014, Лонг-Бич-2015 (GS), Гштад-2016.
- Чемпионка Мирового тура (2015/16).
- Чемпионка Европы и мира U18 (2003).
- Чемпионка Европы U23 (2006), серебряный (2005) и бронзовый (2004) призёр чемпионатов Европы U23.
- Серебряный призёр чемпионата Германии по волейболу (2003/04).
- Чемпионка Германии по пляжному волейболу (2006, 2007, 2008, 2011, 2013, 2015, 2016), серебряный (2010, 2014, 2019, 2020) и бронзовый (2005, 2009) призёр чемпионатов страны.